# Alter Meßplatz (Mannheim)

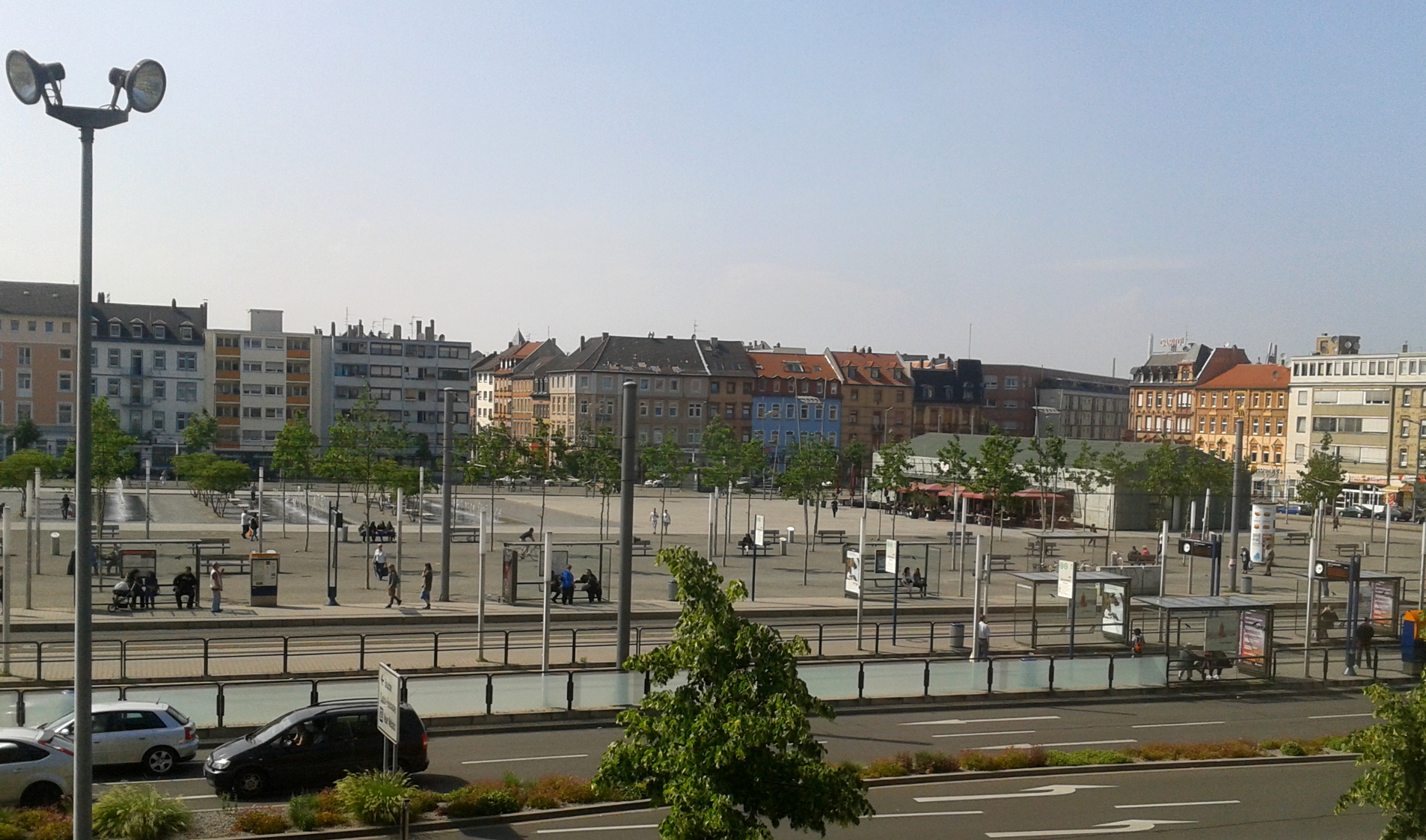
Alter Meßplatz, Blick von der Alten Feuerwache nach Westen

Der Alte Meßplatz liegt in Mannheim am nördlichen Neckar-Ufer unmittelbar gegenüber der Innenstadt und ist der End- oder Startpunkt der „Kurpfalzachse“ zum Mannheimer Schloss.

## Geschichte
Erbaut wurde der Platz um 1870, wobei die Randbebauung des Platzes um 1900 begann. 1876 zog das Volksfest, die Mannheimer Mess, auf den Alten Messplatz um. Aus Platzgründen wurde die Messe Ende der 1930er Jahre etwas neckaraufwärts auf den sogenannten Weißen Sand zwischen der (Alten) Feuerwache und der Friedrich-Ebert-Brücke verlegt. 1963 erfolgte wegen Platzmangels der erneute Umzug auf den größeren Neuen Messplatz. Dort findet das Volksfest noch heute statt. Seit diesem Zeitpunkt wird der Platz als Alter Meßplatz bezeichnet und 1975 so als Straße umbenannt. 1900 wurde auf der Neckarterrasse südlich des Platzes ein kleiner Kopfbahnhof mehrerer Eisenbahngesellschaften eingerichtet. Als einer der größten Quartierplätze Mannheims wurde 1975 am Alten Meßplatz eine umfassende Anpassung an die steigende Mobilität vorgenommen. Umgeben von stark befahrenen Verkehrsstraßen fand eine Zergliederung durch Taxistände, Straßenbahnhaltestellen, diagonal über den Platz laufenden Straßenbahngleisen und eine Buswendeschleife statt. Als auflockerndes Element wurde ein Brunnen errichtet. 2002 wurde im Rahmen der Vorbereitungen zum 400-jährigen Stadtjubiläum 2007 ein Wettbewerb zur Neugestaltung der gesamten Kurpfalzachse und damit auch des Alten Messplatzes, ausgeschrieben. Ziel war es den Platz zum Neckar hin zu öffnen und wieder als öffentlichen Raum zu gestalten. Ergänzend wurde die Neckarterrasse am Neckarufer neu gestaltet.

## Lage und städtebauliche Bedeutung
Der Platz bildet den Auftakt (oder den Abschluss) der Kurpfalzachse. Die Kurpfalzachse verbindet die historische Innenstadt mit der Neckarstadt, die Ende des 19. Jahrhunderts entstand, und führt vom Schloss durch die Fußgängerzone Breite Straße (Kurpfalzstraße) der Innenstadt über den Kurpfalzkreisel und die Kurpfalzbrücke bis zum Alten Messplatz. Am Nordufer des Neckars gelegen, schließt sich an den Platz östlich die Alte Feuerwache mit der Neckaruferbebauung Nord an. Nördlich und westlich stehen Wohn- bzw. Gewerbebauten. Südöstlich befindet sich der ehemalige Kopfbahnhof. Die ehemals südlich stehenden Güterhallen wurden abgerissen um eine Öffnung zum Neckar zu erreichen. Südwestlich wurde ein Lebensmittelmarkt errichtet, dessen Architektur ausgezeichnet wurde.

## Gestaltung
Die Öffnung des rund 28.500 m² großen Platzes wurde im Wesentlichen durch die Verlegung der Gleisanlagen an die nördlichen und östlichen Randbereiche des Alten Messplatzes erreicht. Durch den Bau einer neuen Straßenbahntrasse durch die Straße Schafweide gelang eine weitere Reduzierung des Verkehrs. Eine Entlastung des Straßenverkehrs wurde durch eine direkte Zuleitung zur Kurpfalzbrücke ermöglicht. Die zuvor notwendige komplette Umfahrung des Platzes entfällt heute. Der Platz ist für den Fußgängerverkehr deutlich vereinfacht erreichbar. Die Einfassung durch Platanenalleen soll eine räumliche Trennung zwischen den Verkehrsflächen und dem eigentlichen Platz bewirken. Helle großformatige Granitplatten bilden den Bodenbelag, der vom Schloss bis zum Alten Messplatz auf der gesamten Kurpfalzachse verwendet wurde. Die Platten wurden im Läuferverband in Richtung Neckar verlegt, so dass die Richtung klar definiert ist. Vier Masten mit Spiegelwerfern sorgen für die Ausleuchtung des offenen Teils vor dem Platzhaus. Weitere Lichtstelen sorgen für die Ausleuchtung der weiteren Areale.

### Platzhaus
Das Platzhaus mit einer gastronomischen Einrichtung bildet den markanten nördlichen Endpunkt des Platzes und der Kurpfalzachse. Das Gebäude symbolisiert in der Formgebung einer einfachen Schaustellerbude die Historie als Messplatz. Die äußere Hülle wird durch ein Netz aus Streckmetall gebildet, das nachts farbig hinterleuchtet wird. Zwei kleinere eingeschossige Gebäude wurden vor der Errichtung des Überbaus errichtet.

### Wassergarten
Der Wassergarten grenzt sich bewusst mittels eines schwarzen Basaltbelags zum restlichen Platz ab. Linear zum Neckar angeordnet sind gegeneinander verschobene Wassersprudler, Bänke, Bäume und Scheinwerfer. Die Vertikale wird durch die mehrstämmigen Felsenbirnen, die Horizontale durch die Bänke gebildet. Die Sprudler werden dynamisch gesteuert und bilden ein belebendes Element. Die nächtliche Beleuchtung unterstreicht die Akzentuierungen der Platzgestaltung.

### Bouleplatz
Am Rand des Platzes nah der Straßenbahnhaltestelle „Alte Feuerwache“ hat die Stadt Mannheim im Zuge der Umgestaltung 2007 einen speziellen Kies- und Schotterbelag für die Belange der Boulespieler einbauen lassen. Der Pétanque Club Bouletten Mannheim e. V. war damals federführend mit dabei und lädt seitdem – immer dienstags – alle Interessierten der Stadt Mannheim zum ungezwungenen Mitspielen ein.